# Vranovice (Moravia meridionale)
Vranovice (in tedesco Branowitz) è un comune della Repubblica Ceca facente parte del distretto di Brno-venkov, in Moravia Meridionale.